# Liga ACT 2016
La temporada 2016 de la Liga ACT (conocida como Liga San Miguel por motivos de patrocinio) es la decimocuarta edición de la competición de traineras organizada por la Asociación de Clubes de Traineras. Compitieron 12 equipos encuadrados en un único grupo. La temporada regular comenzó el 19 de junio en Sevilla y terminó el 28 de agosto en Portugalete (Vizcaya). Posteriormente, se disputaron los play-off para el descenso a la Liga ARC o a la Liga LGT.

## Sistema de competición
La competición consta de tres tipos de regatas:
- Regatas puntuables: computan para la clasificación de la liga y todos los clubes deben participar en ellas.
- Regatas no puntuables: no computan para la clasificación de la liga y los clubes pueden no participar en ellas mediando causa justificada. En la temporada 2016, no hubo regatas de este tipo.
- Regatas de play-off: se disputan 2 regatas en la que participan el clasificado en undécimo lugar antes de las dos últimas regatas y dos representantes de la Liga ARC y otros dos de la LGT. El clasificado en último lugar desciende directamente.

En esta edición se disputaron 19 banderas durante la temporada regular y dos regatas de play-off. Todos los integrantes de la Liga ACT disputan las regatas puntuables excepto las dos últimas ya que éstas coinciden con el desarrollo de los play-off. En estas dos últimas regatas no participan los siguientes clasificados después de la decimoséptima regata: los clasificados en los puestos noveno y décimo; el penúltimo clasificado ya que rema en la tanda de los play-off y el último, que desciende directamente a las ligas ARC o LGT. Por tanto, estas dos últimas banderas solo las disputan los ocho primeros clasificados tras la disputa de las 17 primeras regatas.

## Calendario

### Temporada regular
Las siguientes regatas tuvieron lugar en 2016.
| Orden | Regata                                                                           | Fecha            | Hora  | Localidad       | Provincia  |
| ----- | -------------------------------------------------------------------------------- | ---------------- | ----- | --------------- | ---------- |
| 1     | IV Bandera Euskadi Basque Country                                                | 19 de junio      | 12:00 | Sevilla         | Sevilla    |
| 2     | XV Bandera Real Astillero de Guarnizo - XL Gran Premio Ayuntamiento de Astillero | 2 de julio       | 17:30 | El Astillero    | Cantabria  |
| 3     | XXXIII Bandera Petronor                                                          | 3 de julio       | 12:00 | Ciérvana        | Vizcaya    |
| 4     | XXVI Bandera de Orio - IV Bandera Orio Kanpina                                   | 9 de julio       | 18:30 | Orio            | Guipúzcoa  |
| 5     | IV Bandera Eusko Label                                                           | 10 de julio      | 12:00 | San Sebastián   | Guipúzcoa  |
| 6     | VI Bandera de Bilbao                                                             | 16 de julio      | 18:00 | Bilbao          | Vizcaya    |
| 7     | XXXVIII Bandera de Guecho - XII Homenaje a Lehendakari J.A. Agirre               | 17 de julio      | 12:00 | Guecho          | Vizcaya    |
| 8     | XXXIV Bandera Concejo de Moaña - VI Gran Premio Fandicosta                       | 23 de julio      | 18:00 | Moaña           | Pontevedra |
| 9     | XXVI Bandera Concejo de Boiro                                                    | 24 de julio      | 12:00 | Boiro           | La Coruña  |
| 10    | Bandera Diputación Foral de Guipúzcoa                                            | 30 de julio      | 18:00 | Pasajes         | Guipúzcoa  |
| 11    | XXXI Bandera de Zumaya                                                           | 31 de julio      | 12:00 | Zumaya          | Guipúzcoa  |
| 12    | XXXIX Bandera de Zarauz (jornada 1)                                              | 13 de agosto     | 18:00 | Zarauz          | Guipúzcoa  |
| 13    | XXXIX Bandera de Zarauz (jornada 2)                                              | 14 de agosto     | 12:00 | Zarauz          | Guipúzcoa  |
| 14    | XXIX Bandera de Fuenterrabía - Gran Premio Mapfre                                | 20 de agosto     | 17:30 | Fuenterrabía    | Guipúzcoa  |
| 15    | IV Bandera La Caixa                                                              | 21 de agosto     | 12:00 | Castro-Urdiales | Cantabria  |
| 16    | VIII Bandera Ambilamp                                                            | 27 de agosto     | 18:00 | Portugalete     | Vizcaya    |
| 17    | XXXV Bandera Noble Villa de Portugalete                                          | 28 de agosto     | 12:00 | Portugalete     | Vizcaya    |
| 18    | XXXIV Bandera Villa de Bermeo                                                    | 17 de septiembre | 18:00 | Bermeo          | Vizcaya    |
| 19    | XLII Bandera El Corte Inglés                                                     | 18 de septiembre | 12:00 | Portugalete     | Vizcaya    |

### Play-off de ascenso a Liga ACT
| Orden | Regata      | Fecha            | Hora  | Provincia |
| ----- | ----------- | ---------------- | ----- | --------- |
| 1     | Bermeo      | 17 de septiembre | 18:00 | Vizcaya   |
| 2     | Portugalete | 18 de septiembre | 12:00 | Vizcaya   |

## Traineras participantes
| Equipo                  | Nombre de la Trainera                    | Localidad     | Provincia  |
| ----------------------- | ---------------------------------------- | ------------- | ---------- |
| Cabo da Cruz            | Archivo:Solid Solid red.svg Cabo da Cruz | Boiro         | La Coruña  |
| Tirán Pereira           | Ruly                                     | Tirán (Moaña) | Pontevedra |
| Astillero               | San José XIV                             | El Astillero  | Cantabria  |
| Zierbena-Bahías Vizcaya | Zierbena                                 | Ciérvana      | Vizcaya    |
| Portugalete-Eulen       | Jarrillera                               | Portugalete   | Vizcaya    |
| Kaiku-Producha          | Bizkaitarra                              | Sestao        | Vizcaya    |
| Urdaibai-Avia           | Bou Bizkaia                              | Bermeo        | Vizcaya    |
| Zumaia                  | Telmo Deun                               | Zumaya        | Guipúzcoa  |
| Orio-Babyauto           | Txiki                                    | Orio          | Guipúzcoa  |
| San Pedro               | Libia                                    | Pasajes       | Guipúzcoa  |
| San Juan-Iberdrola      | San Juan                                 | Pasajes       | Guipúzcoa  |
| Hondarribia-NT2         | Ama Guadalupekoa                         | Fuenterrabía  | Guipúzcoa  |

 Los clubes participantes están ordenados geográficamente, de oeste a este 

### Equipos por provincia
| Provincia  | N. | Equipos                                                                   |
| ---------- | -- | ------------------------------------------------------------------------- |
| Guipúzcoa  | 5  | Hondarribia-NT2, Orio-Babyauto, San Juan-Iberdrola, San Pedro, Zumaia     |
| Vizcaya    | 4  | Kaiku-Producha, Portugalete-Eulen, Urdaibai-Avia, Zierbena-Bahías Vizcaya |
| Cantabria  | 1  | Astillero                                                                 |
| La Coruña  | 1  | Cabo da Cruz                                                              |
| Pontevedra | 1  | Tirán Pereira                                                             |

### Ascensos y descensos
| Pos. | Ascendido de liga ARC 2015 |
| ---- | -------------------------- |
| 2.º  | Zumaia                     |

| Pos. | Descendido a liga LGT 2016 |
| ---- | -------------------------- |
| 12.º | Samertolameu               |

     Ascenso después de play-off.

     Descenso directo ordinario.

     Descenso después de play-off.

     Descenso administrativo o desaparición.

## Clasificación

### Temporada regular
A continuación se recoge la clasificación en cada una de las regatas disputadas.
Los puntos se reparten entre los doce participantes en cada regata.
| Posición | 1.º | 2.º | 3.º | 4.º | 5.º | 6.º | 7.º | 8.º | 9.º | 10.º | 11.º | 12.º |
| Puntos   | 12  | 11  | 10  | 9   | 8   | 7   | 6   | 5   | 4   | 3    | 2    | 1    |